# Айткулово
Айткулово — упразднённая деревня в Тарском районе Омской области России. Входила в состав Заливинского сельского поселения. Упразднена в 2008 г.

## История
Основана в 1750 г. В 1928 г. состояла из 81 хозяйств, основное население — бухарцы. В административном отношении являлась центром Айткуловского сельсовета Екатерининского района Тарского округа Сибирского края.

## Население
| 1926 | 2002 |
| ---- | ---- |
| 314  | ↘12  |

Национальный состав
Согласно результатам переписи 2002 года, в национальной структуре населения татары составляли 100 % от общей численности населения.